# أمير سلطان
أمير سلطان، هو السيد شمس الدين محمد بن علي آل حسين البخاري (وُلد في بخارى عام 770هـ /1368م؛ توفي في مدينة بورصة 833هـ/1429م)، شَرِيفُ النَّسَبِ، وجده الأكبر محمد بن الحسن المهدي، من نسل الحسين بن علي بن أبي طالب حفيد النبي محمد ﷺ. عالم ومفكر إسلامي ومُربِّي ومتصوف عاش في بورصة خلال فترة تأسيس الدولة العثمانية. اسمه محمد بن علي ولقبه «شمس الدين» هو اسم جده، وكان يُدعى «محمد بخاري» لأنه ولد في بخارى، وأُضيف له لقب «أمير» لأنه من نسل الرسول محمد ﷺ ولقب «سيد» لأنه من نسل الحسين بن علي، ثم أُلحق بلقبه «سلطان» بعدما تزوج ابنة السلطان بايزيد الأول، فكانت كنيته «أمير سلطان»، لشرف نسبه ولاتصاله بالإمارة.
هاجر إلى بورصة عام 1391م وتزوج من «خوندي فاطمة سلطان خاتون» ابنة السلطان بايزيد الأول. اتصل بالسلاطين بايزيد الأول ومحمد الأول ومراد الثاني الذي قلّده السيف في مراسم تنصيبه، فصار تقليدا استمر مئات السنين لتنصيب الخلفاء من بعده.
وافته المنيّة في بورصة، ودُفن بجوار مسجده «جامع أمير سلطان» ببورصة ومازال قبره موجوداً خلف مسجده.

## سيرته الذاتية
وُلد شمس الدين البخاري (أمير سلطان) في بُخارى، وربّاه والده «سيد علي أفندي» الذي كان لقبه «أمير كولال» (بالتركية: Emir Külal)، وتوفي الوالد عندما كان عمره حوالي 17-18 عاماً.
بعد ما أكمل تحصيله العلمي هناك في بُخارى، ذهب لأداء فريضة الحج في مكة المُكرّمة وكانت أمنيته أن يسكن ويستقر في المدينة المنورة، ولكنه ارتحل إلى بورصة بعدما رأى رؤيا.
اجتمع له في بورصة أول مجموعة من طلابه، ومن بعدها اجتمع من حوله الكثير من الطلاب والمريدين.
حاز تقدير الناس ورجال الدولة في بورصة، بسبب تمكنه من العلم، وسجاياه الأخلاقية النادرة. وسرعان ما ذاعت شهرته حتى وصلت السلطان بايزيد الأول الذي زوجه ابنته «خوندي فاطمة سُلطان خاتون» عقب رؤيا رأت فيها النبي محمد ﷺ يأمرها بالزواج من «أمير سلطان» ، فأنجبت له ثلاثة أطفال، ابن يُسمى «على چلبي» وابنتان.
من خلال هذا الزواج أصبحت له مكانة كريمة ومنزلة محمودة في نفس السلطان بايزيد الأول الذي كان أول من تراخى من الأُسرة العُثمانيَّة فاحتسى الخمر لفترة قصيرة ، ولكن «أمير سلطان» أقنع السلطان بالإقلاع عن شرب الخمر والتوبة إلى الله تعالى ، فتاب ورجع، وبنى مسجد «أولو جامع» عام 1399م الذي مايزال قائما إلى اليوم في بورصة.

## تدريس وتربية وتعليم الطلبة

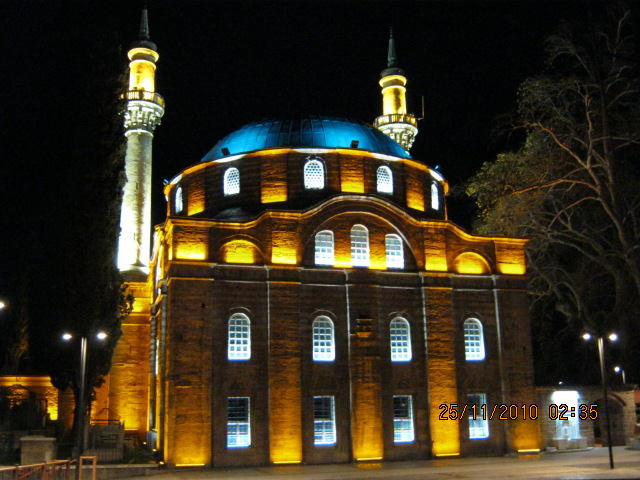
جامع أمير سلطان في الليل.

على الرغم من اجتماع الكثيرين من المريدين حوله، إلا أن دوره الكبير يبرز في تدريسه، حيث ربَّى الكثير من الطلبة وعلَّمهم. وكان دوره كبيراً في إصلاح الأخلاق، من خلال تركيزه على الآداب الإسلامية لدى الناس. وقد كانت هناك أزمة أخلاقية، اشتكى المؤرخون منها، في عهد السلطان بايزيد الأول (يلدرم الصاعقة)؛ فقد بدأ القضاة بارتكاب الرشوة، وتساهل أركان الدولة، بمن فيهم السلطان، في اللهو والميسر؛ حيث انتقلت الأخلاقيات الفاسدة، من البلقان وبيزنطة إلى الأناضول، وانعكست على الحياة العامة في الأناضول.
كسب أمير سلطان حب الناس وودهم، وقام بإرشاد الناس إلى الحق والعدل، كما قام بالعمل ضد إجراءات الحكومة التي ينبغي أن تكون قدوة الناس. بل إنه لم يتردد في توجيه كلمات قاسية إلى السلطان بايزيد الأول (يلدرم الصاعقة)، إذ أنه لمّا اكتمل مبنى الجامع الكبير في "بورصة" (أولو جامع)، عام 802هـ/1400م، وسأله السلطان بايزيد الأول عن رأيه في هذا الجامع وكان ينتظر منه كلمات تقديرية، رد عليه "أمير سلطان" قائلاً: «إن بَنَيتم على كل زاوية من زوايا الجامع حانة (خمّارة) لأنفسكم فلا يبقى فيه نقص». ولما سأله السلطان، متعجباً، كيف يمكن بناء الحانة حول بيت من بيوت الله! رد عليه هذا المرشد الكبير قائلاً: «إن بيت الله هو هذا الجسم الذي خلقه الله تعالى. ألا تخجل من نفسك أنك حولته  إلى حانة (أي حولت جسمك إلى حانة)، وتخجل من وضع الحانة في أطراف هذا المبنى (أي الجامع)!».
يقول الشاعر والمؤرخ وحكيم البلاط العُثماني زمن السُلطان بايزيد الأوَّل تاج الدين "إبراهيم بن خِضر" الشهير بِلقب "أحمدي" (1334م- 1413م) في كتابه "تواريخ ملوك آل عثمان": «لقد كان السلطان بايزيد سلطانا عادلا وكاملا مثل والده وجدِّه يحب أهل العلم ويكرمهم ويكن لهم التقدير، وكان يُسعد الزهاد والعباد، فكان زهده واضحا، وكان مشغولا بالزهد ليلا ونهارا، ولم يتناول بيده كأس خمر قط، ولم يستمع إلى المعازف. لقد كان سلطانا يتصف بعدالة عمر».
يصف «تَرَافِيجانِى»‏ البَنَدِقِي جيش  السلطان بايزيد المظفر بقوله: «لم يكن في الجيش العثماني خمر أو ميسر أو فواحش كما كان الوضع عندنا، والجنود لا يهملون التدريبات العسكرية أبدَا، بالاضافة إلى ذلك يذكرون اسم الله ويتعبدون ليلا ونهارّا، ولذا كان لابد وأن ينتصروا دائما». 

## نسبه
محمد شمس الدين بن علي بن برهان الدين (البخاري) بن شمس الدين (أمير كُلال) بن سيف الدين حمزة (أمير كُلال) بن إبراهيم بن محمد بن (محمد) حسن بن عبد الله الشهيد بن جعفر بن حسين بن علي بن حسن القيم بن (محمد) حسين بن (أحمد) حسين بن (محمد) علي الدينوري بن موسى أبوصبحة الثاني بن إبراهيم المرتضى بن موسى الكاظم بن جعفر الصادق بن محمد الباقر بن علي زين العابدين بن الحسين السبط (وأمه فاطمة بنت محمدﷺ) بن الإمام علي بن أبي طالب الهاشمي القرشي[بحاجة لمصدر] .

## أثره في إصلاحالسلطان بايزيد الأول
يبدو من المؤكد أن تأثير شخصية شمس الدين البخاري (أمير سلطان) وكذلك قاضي «بورصة» المُلا "شمس الدين فناري"، في السلطان بايزيد الأول (يلدرم الصاعقة) كان كبيراً؛ سواء في إصلاح نفسه، أو في إجراء الإصلاحات اللازمة في النظم العدلية بالدولة العثمانية.

## أسره بعدمعركة أنقرة
بعد معركة أنقرة عام 1402م، التي انتصر فيها تيمورلنك وهَزَمَ السلطان بايزيد الأول ثم أَسَرَه ومات في الأسر، كان أمير سلطان من عداد الأسرى وكذلك المُلا "شمس الدين فناري" قاضي بورصة. اقترح عليهما تيمورلنك الذهاب إلى سمرقند، ولكن لم يقبلا ذلك لأنهما كانا يتوقعان أن ترجع الدولة العثمانية لسابق قوتها خلال 30-40 سنة.

## تقليد السيفللسلطان بايزيد الأول
تذكر اللوحة التعريفية الموجودة بفناء جامع أمير سلطان ببورصة، أن «أمير سلطان» قد قلّد بايزيد الأول السيف عند إعطائه لقب «سلطان إقليم الروم (الأناضول)» لأول مرة، كم أنه قلّد أيضا السيف لإبنه محمد چلبي (السلطان محمد الأول)، ثم حفيده السلطان مراد خان الثاني قبل خروج كل منهما للحرب أثناء تولي كل منهما للسلطنة.

## فيعهد الفترةوما بعدها
بعد وفاة السلطان بايزيد الأول، استمر «أمير سلطان» في عمله بالتدريس والإرشاد في عهد الفترة، الحرب الأهلية التي أعقبت وفاة السلطان بايزيد الأول وكادت أن تقضي مبكرًا على الدولة العثمانية لولا نجاح ابنه السلطان محمد الأول في إعادة ترميم الدولة.
استمر «أمير سلطان» في عمله بالتدريس والإرشاد ثم في عهد السلطان محمد الأول، ثم في عهد ابنه السلطان مراد الثاني من بعده، وكان له تشجيع معنوي كبير حتى أنه اشترك في ضرب الحصار على القسطنطينية عام 1422م في عهد السلطان مراد الثاني وجاء معه كل أتباعه من السادة والدراويش والمريدين.

## تقليد السيفللسلطان مراد الثاني

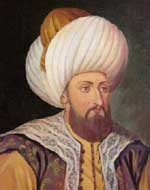
السلطان مراد الثاني، والد السلطان محمد الفاتح.

جلس السلطان مراد خان الثاني على العرش بعد وفاة والده السلطان محمد الأول وكان عمره حينئذ 18 عاماً، وكان أول عمل له هو أمره بدفن والده في قبر «الضريح الأخضر» ببورصة، إذ كان أول أمر يصدره السلاطين العثمانيون عندما يجلسون على العرش هو أمرهم بدفن سلفهم.
بعد الدفن بيوم، قام أمير سلطان البخاري صهر السلطان بايزيد الأول (جدّ السلطان مراد خان الثاني) بتقليد السلطان مراد الثاني السيف قبل الذهاب لحصار القسطنطينية، وكانت هذه أول مرة تتم فيها تلك المراسم، وأصبح ذلك التقليد بعدها متبعا لتنصيب السلاطين والخلفاء واستمر مئات السنين في الدولة العثمانية، وهذا التقليد (تقليد السيف) يتم بيد سلطان من سلاطين المَعنَى.
صار مكان تقليد السيف بعد فتح القسطنطينية عند قبر الصحابي الجليل أبي أيوب الأنصاري (جامع أبي أيوب الأنصاري باسطنبول)، ولهذا كان ُ يقال عن مراسم تقليد السيف: «موكب السيف». والسيف الذي كان يتقلده السلطان الجديد هو سيف سيدنا عمر بن الخطاب المحفوظ حاليا في قصر طوب قابي سراي وكان يقلده للسلطان أكبر رجل دين في الدولة، ثم يقوم بعدها بتهنئة السلطان بالدعاء له بشكل جهري.
لم يكن التاج رمزا للسلطنة عند العثمانيين، بالرغم من ورود تعبير صاحب التاج في المتون الرسمية، إلا أن الرمز الحقيقي للسلطنة في الدولة العثمانية كان البيعة وتقليد السيف. واستمر هذا الوضع حتى السلطان وحيد الدين محمد السادس الذي كان ترتيبه السادس والثلاثين في السلاطين العثمانيين.

## حصار القسطنطينية1422م
بعدما تولى السلطان مراد الثاني الحكم، أراد وضع حدّ لمؤامرات الإمبراطور البيزنطي «مانويل الثاني» الذي أحدث مشكلة مع «مصطفى چلبي» بشكل مقصود إبان «عهد الفترة» ليطيل الخلاف بين الأمراء العثمانيين. فجهز السلطان مراد الثاني الجيش بأدوات الحصار والمدافع الكبيرة وسار لحصار القسطنطينية عام 1422م (الحصار السادس على القسطنطينية).
شارك «أمير سلطان» شمس الدين البخاري في حصار القسطنطينية عام 1422م وسار معه كل السادة والدراويش في 500 نفر للجهاد مع الجيش، وشجع ذلك الجيش العثماني بنفوذه المعنوي.
ولكن لم يصل الحصار إلى النتيجة المطلوبة بسبب ظهور الحوادث المختلفة في الأناضول والتي حدثت بتحريض من بيزنطة، فتم رفع الحصار.

## وفاته

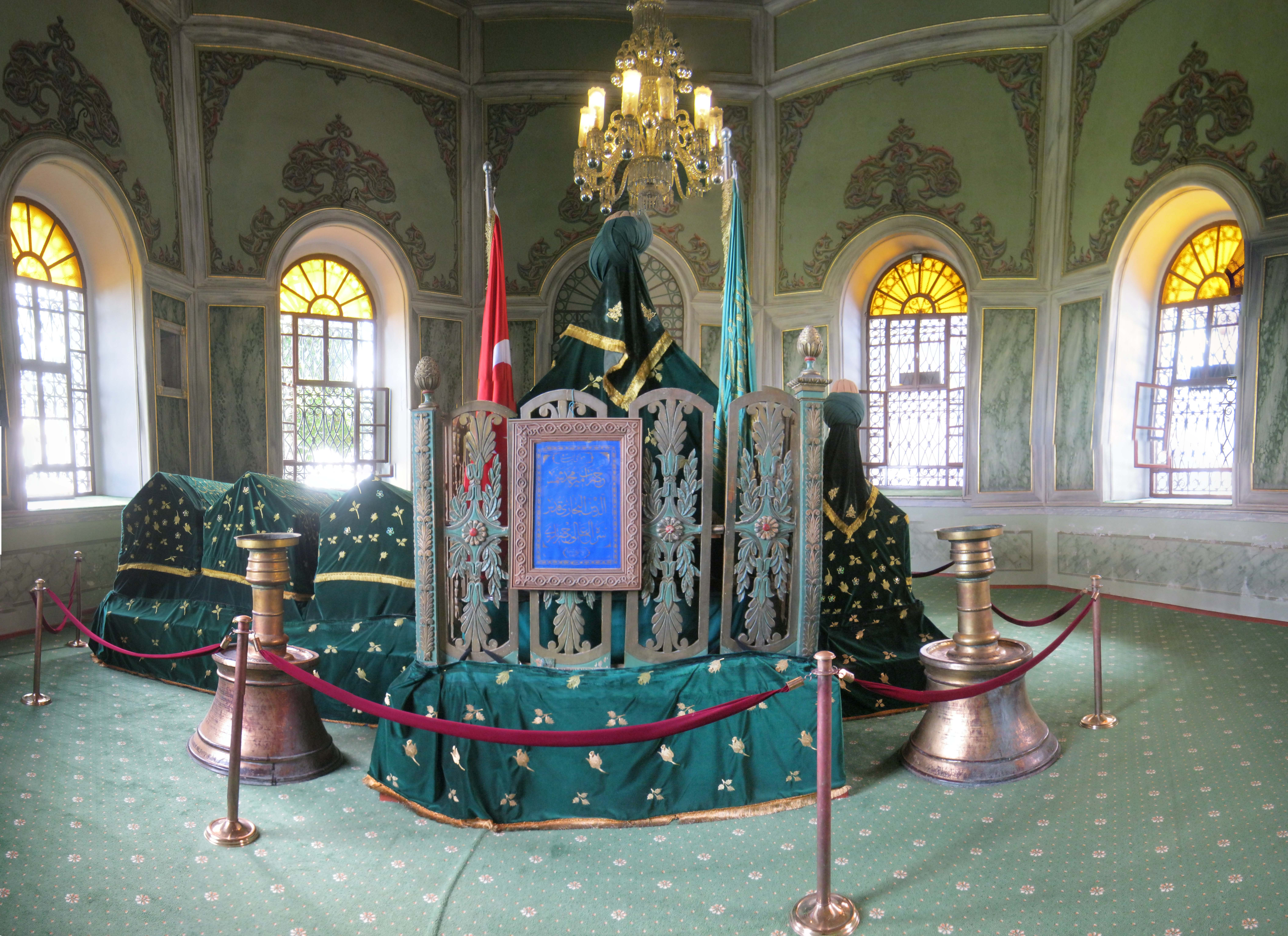
قبر أمير سلطان، خارج فناء جامع أمير سلطان في بورصة، ومعه قبور زوجته وابنهما وابنتيهما.

توفي أمير سلطان عام 1429م بسبب الطاعون وعمره 63 عاماً. وافته المنيّة وهو في مدينة بورصة، فصلى عليه «الحاج بيرم ولي» الذي كان يعيش في بورصة في ذلك الوقت.
دُفن في قبر خارج مسجده جامع أمير سلطان  في مدينة بورصة، ومازال القبر قائما حتى الآن.

## أثره بعد موته
هناك عالمان كبيران عملا على فتح القسطنطينية الأخير. أحدهما، «أمير سلطان» الذي وضع اللبنة الحسنة في الدولة قبل وفاته عام 1429م واستمرت في جيل من العثمانيين شبّ على تعاليم الإسلام الحنيف والعمل به؛ والثاني، العالم الكبير «آق شمس الدين» (الشيخ محمد شمس الدين بن حمزة) (792هـ،1389-1459م) الذي ربى السلطان محمد الفاتح بالفعل، ورافقه واشترك معه في الفتح عام 1453م.

## قبره
يقع قبره خارج جامع أمير سلطان في نهاية الفناء الخلفي للمسجد خلف نافورة ماء الوضوء، بمدينة بورصة التي بها العديد من قبور سلاطين ورجال الدولة العثمانية الأوائل.
جدَّدَ القبر السلطان عبد المجيد والسلطان عبد العزيز حوالي عام 1868م.

## معرض الصور
|  |  |  |

|  |  |  |

|  |  |  |  |